# Achraf Tadili
Achraf Tadili (Casablanca, 8 luglio 1980) è un atleta canadese.
Ha partecipato ai Giochi di Atene 2004 e di Pechino 2008, gareggiando negli 800 metri piani.
Ha vinto 1 oro ai Giochi panamericani del 2003.